# Carvaka pruthii
Carvaka pruthii är en insektsart som beskrevs av Chandrasekhara A. Viraktamath 1998. Carvaka pruthii ingår i släktet Carvaka och familjen dvärgstritar. Inga underarter finns listade i Catalogue of Life.